# Biq‘at Qedesh
Biq‘at Qedesh (hebreiska: בקעת קדש, Bik’at Kedesh) är en dal i Israel.   Den ligger i distriktet Norra distriktet, i den norra delen av landet.